# Toster

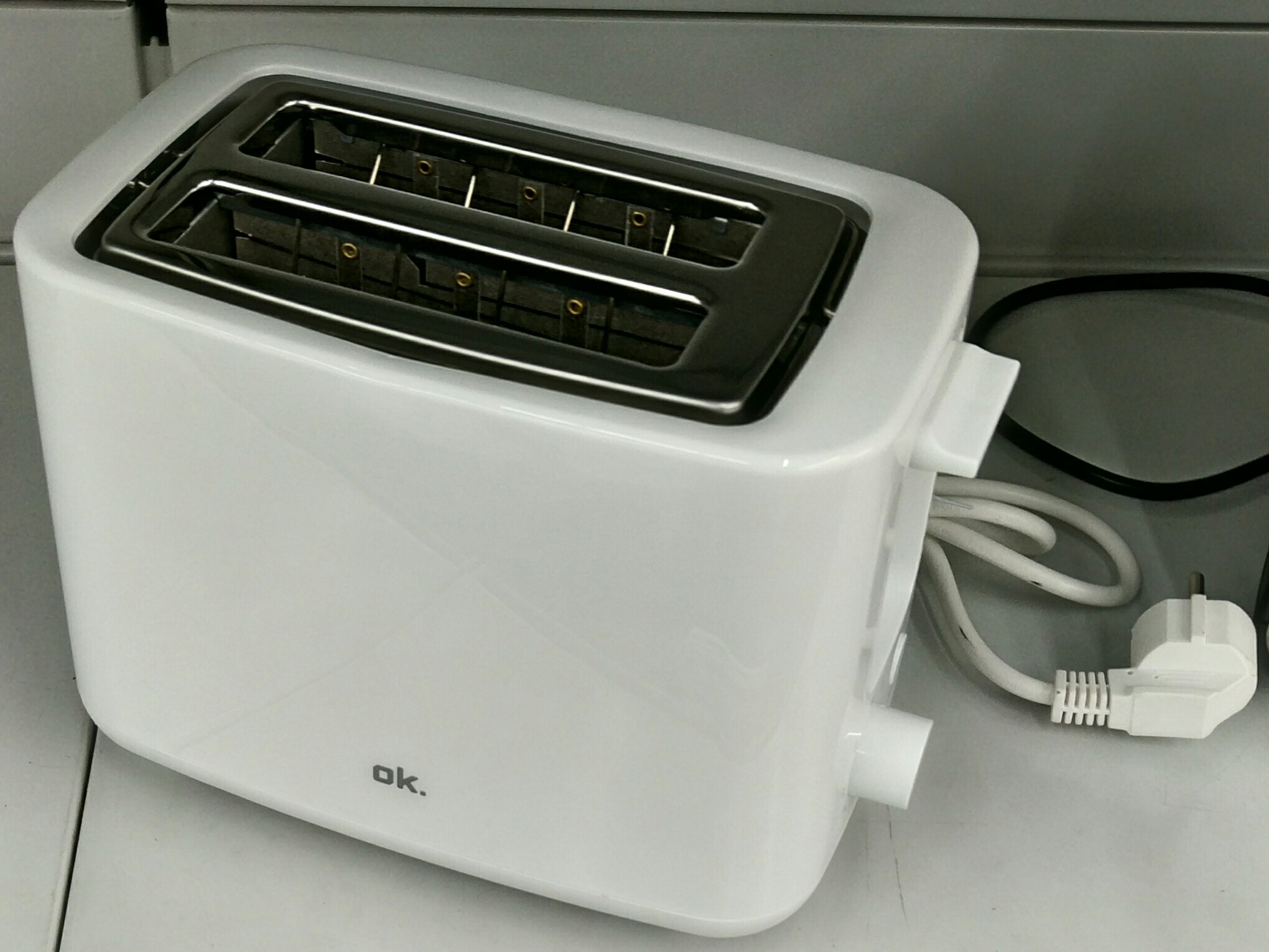
Współczesny toster przeznaczony do użytku domowego

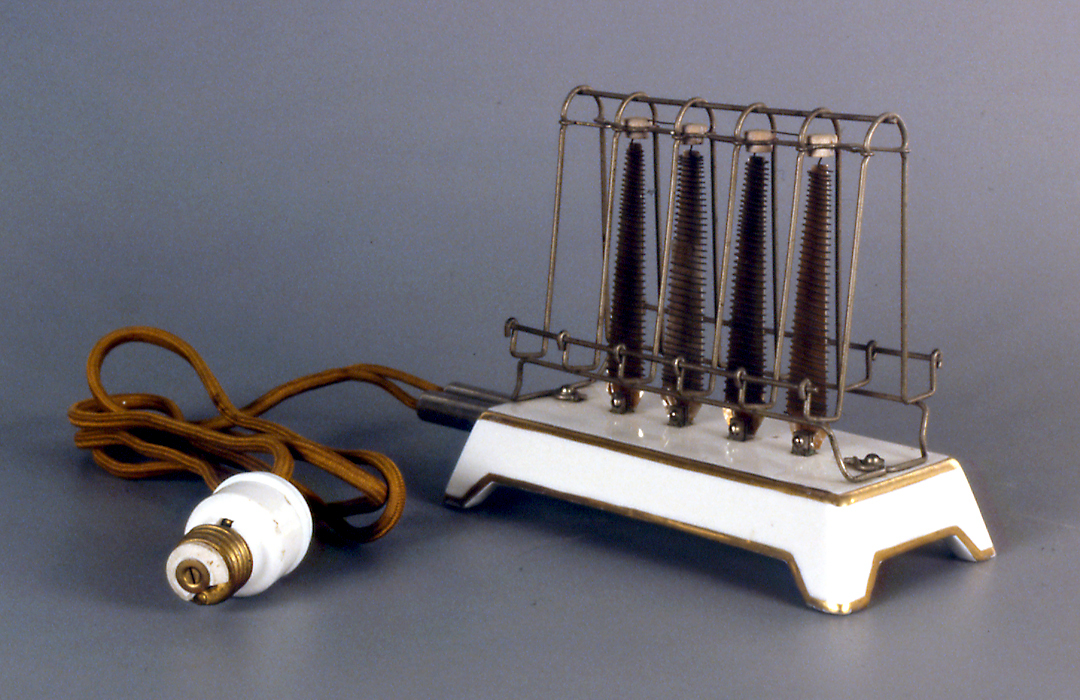
Toster z 1909 roku

Toster – przyrząd do opiekania kromek pieczywa, czyli do wytwarzania tostów. Powstał u schyłku XIX wieku. Jednak dopiero z upowszechnieniem się prądu elektrycznego, tostery nabrały powszechnego zastosowania w kuchni. Pierwsze modele wymagały bacznej uwagi, aby nie przypalić pieczywa. Ponadto grzały kromki chleba tylko z jednej strony, więc w stosownym momencie trzeba było kromki odwracać.
W 1919 roku Charles Strite zbudował urządzenie z czasomierzem i sprężynką, tak aby tost po określonym czasie opiekania sam wyskakiwał z tostera. Urządzenie było testowane w sieci restauracji Childs i ulegało ciągłym modyfikacjom. W 1926 roku pojawił się pierwszy domowy toster automatyczny – Toastmaster.